# Heswall
Heswall è un paese di 7.750 abitanti della contea del Merseyside, in Inghilterra.